# Circuito Masculino ITF 2016
Los Futures 2016 en la edición 2016 de la gira de nivel de entrada para el tenis profesional masculino, es la tercera a nivel de tenis por debajo de la Asociación de Profesionales de Tenis y Challenger Tour. Es organizado por la Federación Internacional de Tenis (ITF), además, organiza el Circuito Masculino ITF, es el recorrido de nivel de entrada para el tenis profesional masculino. Los torneos futures se organizan para ofrecer cualquiera de $ 10,000 o $ 25,000 en premios y torneos que ofrecer hospitalidad a los jugadores que compiten en el cuadro principal dar puntos de clasificación adicionales que son válidas en el marco del sistema de ranking ATP, y deben ser organizada por una asociación nacional o aprobados por el Comité del Circuito Masculino ITF.
Los torneos se juegan en una superficie plana rectangular, refieren comúnmente como una pista de tenis . El dimenstion de una pista de tenis están definidos y regulados por la ITF y la cancha es 23,78 metros (78,0 pies) de largo, 10,97 metros (36,0 pies) de ancho. Su anchura es de 8,23 metros (27,0 pies) para los partidos de individuales y 10.97 metros (36,0 pies) para los partidos de dobles. El tenis se juega en una variedad de superficies y cada superficie tiene sus propias características que afectan el estilo de juego del juego. Hay cuatro tipos principales de tribunales en función de los materiales utilizados en la superficie de pista, arcilla , dura , hierba y revestimiento de tenis con la ITF clasificación de cinco ajustes de paso diferentes que van de lento a rápido.

## Naciones participantes anfitrionas
- Alemania
- Argelia
- Argentina
- Australia
- Austria
- Azerbaiyán
- Baréin
- Bélgica
- Bielorrusia
- Bolivia
- Bosnia y Herzegovina
- Brasil
- Bulgaria
- Canadá
- Catar
- China
- Colombia
- Corea del Sur
- Costa Rica
- Croacia
- Chipre
- Ecuador
- Egipto
- El Salvador
- España
- Estonia
- Estados Unidos
- Finlandia
- Francia
- Georgia
- Grecia
- Guam
- Hong Kong
- Hungría
- India
- Indonesia
- Israel
- Italia
- Japón
- Kazajistán
- Kuwait
- Letonia
- Lituania
- Macedonia del Norte
- Marruecos
- México
- Mozambique
- Nigeria
- Noruega
- Países Bajos
- Polonia
- Portugal
- Puerto Rico
- Reino Unido
- República Checa
- República Dominicana
- Rumania
- Rusia
- Suecia
- Sudáfrica
- Suiza
- Tailandia
- Túnez
- Turquía
- Ucrania
- Uzbekistán
- Vietnam
- Zimbabue

Los países que acogen a un torneo en el 2016, pero no lo hicieron en 2015.
- Azerbaiyán
- Costa Rica
- Croacia
- Ecuador
- Eslovenia
- Hungría
- Macedonia del Norte
- Puerto Rico
- Uruguay
- Vietnam

## Calendario

### Clave
| Torneo de $15,000 |
| Torneo de $10,000 |

### Enero - marzo
| N.º | enero  | enero  | enero  | enero  | Febrero | Febrero | Febrero | Febrero | Febrero | Marzo   | Marzo   | Marzo   | Marzo   |
| N.º | 4      | 11     | 18     | 25     | 1       | 8       | 15      | 22      | 29      | 7       | 14      | 21      | 28      |
| --- | ------ | ------ | ------ | ------ | ------- | ------- | ------- | ------- | ------- | ------- | ------- | ------- | ------- |
| 1   | USA F1 | USA F2 | KAZ F1 | GER F3 | AZE F2  | SUI F1  | SUI F2  | AUS F1  | AUS F2  | CAN F2  | AUS F3  | AUS F4  | BHR F1  |
| 2   | TUR F1 | FRA F1 | EGY F1 | KAZ F2 | EGY F3  | AZE F3  | CHN F1  | CHN F2  | CAN F1  | ARG F2  | FRA F6  | USA F11 | EGY F11 |
| 3   |        | GER F1 | FRA F2 | AZE F1 | GBR F1  | EGY F4  | EGY F5  | EGY F6  | FRA F4  | AZE F4  | USA F10 | ARG F4  | GRE F2  |
| 4   |        | TUN F1 | GER F2 | EGY F2 | ESP F2  | GBR F2  | GBR F3  | ISR F3  | CHN F3  | CRO F2  | ARG F3  | AZE F6  | JPN F4  |
| 5   |        | TUR F2 | TUN F2 | FRA F3 | TUN F4  | ISR F1  | ISR F2  | POR F1  | CRO F1  | EGY F8  | AZE F5  | CRO F4  | ESP F7  |
| 6   |        | USA F3 | TUR F3 | ESP F1 | TUR F5  | ESP F3  | ESP F4  | ESP F5  | EGY F7  | FRA F5  | CRO F3  | EGY F10 | TUN F12 |
| 7   |        |        | USA F4 | TUN F3 | USA F6  | TUN F5  | TUN F6  | TUN F7  | ITA F1  | ISR F4  | EGY F9  | FRA F7  | TUR F13 |
| 8   |        |        |        | TUR F4 |         | TUR F6  | TUR F7  | TUR F8  | POR F2  | ITA F2  | ISR F5  | GRE F1  |         |
| 9   |        |        |        | USA F5 |         |         | USA F7  | USA F8  | ESP F6  | JPN F1  | ITA F3  | ISR F6  |         |
| 10  |        |        |        |        |         |         |         |         | TUN F8  | MAR F1  | JPN F2  | ITA F4  |         |
| 11  |        |        |        |        |         |         |         |         | TUR F9  | POR F3  | MAR F2  | JPN F3  |         |
| 12  |        |        |        |        |         |         |         |         | USA F9  | TUN F9  | TUN F10 | MAR F3  |         |
| 13  |        |        |        |        |         |         |         |         |         | TUR F10 | TUR F11 | TUN F11 |         |
| 14  |        |        |        |        |         |         |         |         |         |         |         | TUR F12 |         |

### Abril - junio
| N.º | Abril   | Abril   | Abril   | Abril   | Mayo    | Mayo    | Mayo    | Mayo    | Mayo    | Junio   | Junio   | Junio   | Junio   |
| N.º | 4       | 11      | 18      | 25      | 2       | 9       | 16      | 23      | 30      | 6       | 13      | 20      | 27      |
| --- | ------- | ------- | ------- | ------- | ------- | ------- | ------- | ------- | ------- | ------- | ------- | ------- | ------- |
| 1   | CHN F4  | CHN F5  | FRA F8  | FRA F9  | NGR F3  | NGR F4  | CHN F7  | CHN F8  | JPN F6  | ESP F16 | KOR F1  | CAN F3  | CAN F4  |
| 2   | USA F12 | USA F13 | KAZ F3  | KAZ F4  | ARG F5  | ALG F1  | ALG F2  | ROU F4  | UZB F4  | USA F17 | USA F16 | FRA F11 | CZE F4  |
| 3   | UZB F1  | UZB F2  | NGR F1  | NGR F2  | CRO F5  | ARG F6  | ARG F7  | UZB F3  | BIH F4  | BUL F4  | BEL F1  | NED F2  | FRA F12 |
| 4   | EGY F12 | GRE F4  | GRE F5  | GRE F6  | HUN F3  | BIH F1  | BIH F2  | ALG F3  | BUL F3  | HKG F1  | FRA F10 | ESP F18 | ITA F17 |
| 5   | GRE F3  | ITA F5  | HUN F1  | HUN F2  | IND F2  | CHN F6  | BUL F1  | BIH F3  | ISR F9  | ISR F10 | HKG F2  | BEL F2  | CHN F10 |
| 6   | ITA F4  | QAT F2  | ITA F6  | IND F1  | ITA F9  | CRO F6  | CRO F7  | BUL F2  | ITA F13 | ITA F14 | ITA F15 | MKD F1  | BEL F3  |
| 7   | JPN F5  | ESP F9  | QAT F3  | ITA F8  | MEX F1  | CZE F1  | CZE F2  | CZE F3  | POL F2  | JPN F7  | JPN F8  | GER F4  | MKD F2  |
| 8   | QAT F1  | TUN F14 | ESP F10 | ESP F11 | POR F4  | IND F3  | ISR F7  | GUM F1  | TUN F21 | MOZ F1  | MOZ F2  | HKG F3  | GER F5  |
| 9   | ESP F8  | TUR F15 | TUN F15 | TUN F16 | ROU F1  | ITA F10 | ITA F11 | ISR F8  | TUR F22 | POL F3  | NED F1  | ITA F16 | KOR F3  |
| 10  | TUN F13 |         | TUR F16 | TUR F17 | ESP F12 | MEX F2  | MEX F3  | ITA F12 |         | ROU F5  | ROU F6  | KOR F2  | NED F3  |
| 11  | TUR F14 |         | USA F14 | USA F15 | SWE F1  | POR F5  | POR F6  | MEX F4  |         | TUR F23 | ESP F17 | ROU F7  | ROU F8  |
| 12  |         |         |         |         | TUN F17 | ROU F2  | ROU F3  | POL F1  |         |         | TUR F24 | TUR F25 | ESP F19 |
| 13  |         |         |         |         | TUR F18 | ESP F13 | ESP F14 | POR F7  |         |         |         | ZIM F1  | TUR F26 |
| 14  |         |         |         |         | USA F16 | SWE F2  | SWE F3  | ESP F15 |         |         |         |         | ZIM F2  |
| 15  |         |         |         |         |         | TUN F18 | TUN F19 | TUN F20 |         |         |         |         |         |
| 16  |         |         |         |         |         | TUR F19 | TUR F20 | TUR F21 |         |         |         |         |         |
| 17  |         |         |         |         |         | UKR F1  | UKR F2  | UKR F3  |         |         |         |         |         |

### Julio - septiembre
| N.º | Julio   | Julio   | Julio   | Julio   | Agosto  | Agosto  | Agosto  | Agosto  | Agosto  | Septiembre | Septiembre | Septiembre | Septiembre |
| N.º | 4       | 11      | 18      | 25      | 1       | 8       | 15      | 22      | 29      | 5          | 12         | 19         | 26         |
| --- | ------- | ------- | ------- | ------- | ------- | ------- | ------- | ------- | ------- | ---------- | ---------- | ---------- | ---------- |
| 1   | CAN F5  | AUT F2  | FRA F15 | FRA F16 | ITA F23 | ITA F24 | ITA F25 | POL F6  | CAN F6  | BEL F13    | CAN F8     | AUS F5     | AUS F6     |
| 2   | FRA F13 | BEL F5  | GER F8  | USA F25 | USA F26 | ROU F12 | POL F5  | AUT F7  | RUS F7  | CAN F7     | FRA F18    | CAN F9     | HUN F7     |
| 3   | ITA F19 | BRA F3  | USA F24 | AUT F4  | BEL F8  | USA F27 | AUT F6  | BLR F3  | AUT F7  | FRA F17    | SRB F7     | FRA F19    | ISR F14    |
| 4   | NED F4  | CHN F12 | AUT F3  | BEL F7  | EGY F18 | AUT F5  | BLR F2  | BEL F11 | BEL F12 | RUS F8     | BEL F14    | ESP F31    | POR F11    |
| 5   | AUT F1  | CZE F6  | BEL F6  | EGY F17 | FIN F1  | BLR F1  | BEL F10 | EGY F21 | EGY F22 | ESP F29    | EGY F24    | EGY F25    | SWE F4     |
| 6   | BEL F4  | EGY F15 | BRA F4  | EST F1  | GEO F2  | BEL F9  | EGY F20 | GER F10 | IDN F3  | EGY F23    | HUN F5     | HUN F6     | CRO F8     |
| 7   | BRA F2  | FRA F14 | CHN F13 | GEO F1  | GER F9  | EGY F19 | FIN F3  | IDN F2  | ITA F27 | HUN F4     | IND F5     | IND F6     | EGY F26    |
| 8   | CHN F11 | GER F7  | EGY F16 | ITA F22 | LVA F1  | FIN F2  | GER F11 | ITA F26 | KOR F7  | IND F4     | ISR F12    | ISR F13    | FRA F20    |
| 9   | CZE F5  | ITA F20 | ITA F21 | MAR F4  | MAR F5  | GEO F3  | IDN F1  | KOR F6  | NED F7  | ISR F11    | ITA F29    | ITA F30    | ITA F31    |
| 10  | EGY F14 | KOR F5  | LTU F1  | POR F10 | ROU F11 | GER F10 | NED F5  | ROU F14 | ROU F15 | ITA F28    | ESP F30    | KAZ F25    | KAZ F26    |
| 11  | MKD F3  | POR F8  | POR F9  | ROU F10 | RUS F4  | MAR F6  | ROU F13 | ESP F27 | ESP F28 | KOR F8     | TUN F23    | SRB F8     | ESP F32    |
| 12  | GER F6  | ESP F21 | ROU F9  | SRB F2  | SRB F3  | RUS F5  | RUS F6  | SUI F4  | SUI F5  | ROU F16    | USA F28    | TUN F24    | TUN F25    |
| 13  | KOR F4  | TUR F28 | SRB F1  | SVK F1  | SVK F2  | SRB F6  | SRB F5  | THA F1  | THA F2  | SRB F6     | VIE F4     | UKR F4     | UKR F5     |
| 14  | RUS F3  |         | ESP F22 | ESP F23 | ESP F24 | SVK F3  | SVK F4  |         |         | THA F3     |            | USA F29    | USA F30    |
| 15  | ESP F20 |         |         | VIE F1  | VIE F2  | ESP F25 | ESP F26 |         |         | TUN F22    |            | VIE F5     | VIE F6     |
| 16  | TUR F27 |         |         |         |         | VIE F3  | SUI F3  |         |         |            |            |            |            |
| 17  | ZIM F3  |         |         |         |         |         |         |         |         |            |            |            |            |

### Octubre - diciembre
| N.º | Octubre | Octubre | Octubre | Octubre | Octubre | Noviembre | Noviembre | Noviembre | Noviembre | Diciembre | Diciembre | Diciembre | Diciembre |
| N.º | 3       | 10      | 17      | 24      | 31      | 7         | 14        | 21        | 28        | 5         | 12        | 19        | 26        |
| --- | ------- | ------- | ------- | ------- | ------- | --------- | --------- | --------- | --------- | --------- | --------- | --------- | --------- |
| 1   | AUS F7  | AUS F8  | FRA F23 | USA F34 | ARG F12 | AUS F9    | AUS F10   | BOL F3    | USA F38   | USA F40   | CHI F7    | CHI F8    | HKG F5    |
| 2   | FRA F21 | NGR F5  | NGR F6  | ARG F11 | EGY F31 | ARG F13   | FIN F4    | COL F8    | CHI F5    | CHI F6    | DOM F3    | HKG F4    | THA F6    |
| 3   | HUN F8  | USA F31 | USA F32 | TPE F3  | EST F3  | BOL F1    | BOL F2    | CYP F2    | COL F9    | CZE F12   | EGY F37   | PUR F1    |           |
| 4   | POR F12 | TPE F1  | USA F33 | CZE F9  | GER F17 | CRC F1    | COL F7    | CZE F10   | CYP F3    | DOM F2    | IDN F6    | THA F5    |           |
| 5   | SWE F5  | COL F5  | TPE F2  | ECU F3  | GBR F5  | EGY F32   | CYP F7    | EGY F34   | CZE F11   | EGY F36   | ISR F18   | TUR F51   |           |
| 6   | COL F4  | CRO F10 | COL F6  | EGY F30 | GRE F8  | EST F4    | EGY F33   | ESA F2    | DOM F1    | IDN F5    | QAT F6    |           |           |
| 7   | CRO F9  | CZE F7  | CRO F11 | EST F2  | ITA F36 | GBR F4    | ESA F1    | GRE F11   | EGY F35   | ISR F17   | THA F4    |           |           |
| 8   | EGY F27 | ECU F1  | CZE F8  | GER F16 | KUW F1  | GRE F9    | GRE F10   | ESP F38   | IDN F4    | QAT F5    | TUN F36   |           |           |
| 9   | GER F13 | EGY F28 | ECU F2  | GBR F4  | MAR F7  | ITA F37   | KUW F3    | TUN F33   | ISR F16   | TUN F35   | TUR F50   |           |           |
| 10  | ISR F15 | FRA F22 | EGY F29 | GRE F7  | NOR F3  | KUW F2    | MAR F9    | TUR F47   | QAT F3    | TUR F49   | URU F3    |           |           |
| 11  | ITA F32 | GER F14 | GER F15 | ITA F35 | RSA F1  | MAR F8    | RSA F3    |           | ESP F39   | URU F2    |           |           |           |
| 12  | KAZ F7  | ITA F33 | ITA F34 | NOR F2  | TUN F30 | RSA F2    | ESP F37   |           | TUN F34   |           |           |           |           |
| 13  | TUN F26 | ESP F33 | NOR F1  | ESP F34 | TUR F44 | ESP F36   | TUN F32   |           | TUR F48   |           |           |           |           |
| 14  | UKR F6  | TUN F27 | ESP F34 | TUN F29 | USA F35 | TUN F31   | TUR F46   |           | URU F1    |           |           |           |           |
| 15  |         | TUR F41 | TUN F28 | TUR F43 | VIE F9  | TUR F45   | USA F37   |           |           |           |           |           |           |
| 16  |         |         | TUR F42 | VIE F8  | USA F36 |           |           |           |           |           |           |           |           |
| 17  |         |         | VIE F7  |         |         |           |           |           |           |           |           |           |           |

## Distribución de puntos
| Categoría        | G  | F  | SF | CF | R16 | R32 |
| ---------------- | -- | -- | -- | -- | --- | --- |
| Futures 25,000+H | 35 | 20 | 10 | 4  | 1   | 0   |
| Futures 25,000   | 27 | 15 | 8  | 3  | 1   | 0   |
| Futures 10,000   | 18 | 10 | 6  | 2  | 1   | 0   |